# چارلز بیسون (کارگردان)
چارلز بیسون (به انگلیسی: Charles Beeson) یک کارگردان تلویزیون انگلیسی است.

## زندگی و حرفه
برخی از موفقیت و اعتبارات خود را، از فیلم‌هایی نظیر: نگاه دوم، چهار دقیقه، رشته، شراب سیب با روزی، پنجشنبه ۱۲، و قسمت‌هایی از ام آی فایو کسب کرده است. او هم‌چنین در سریال‌های آمریکایی مانند نابودگر: ماجراهای سارا کانر، د منتالیست، خاطرات خون‌آشام، سوپرنچرال، مظنون، فرینج، آلکاتراز و انقلاب، به‌عنوان نظارت بر تولید کننده/کارگردان، کار کرده است.